# Harwinton
Harwinton város az USA Connecticut államában, Litchfield megyében. Lakosainak száma 5484 fő (2020. április 1.).

## Népesség
A település népességének változása:

| 2010 | 5 642 |
| 2020 | 5 484 |